# 대비천 전투

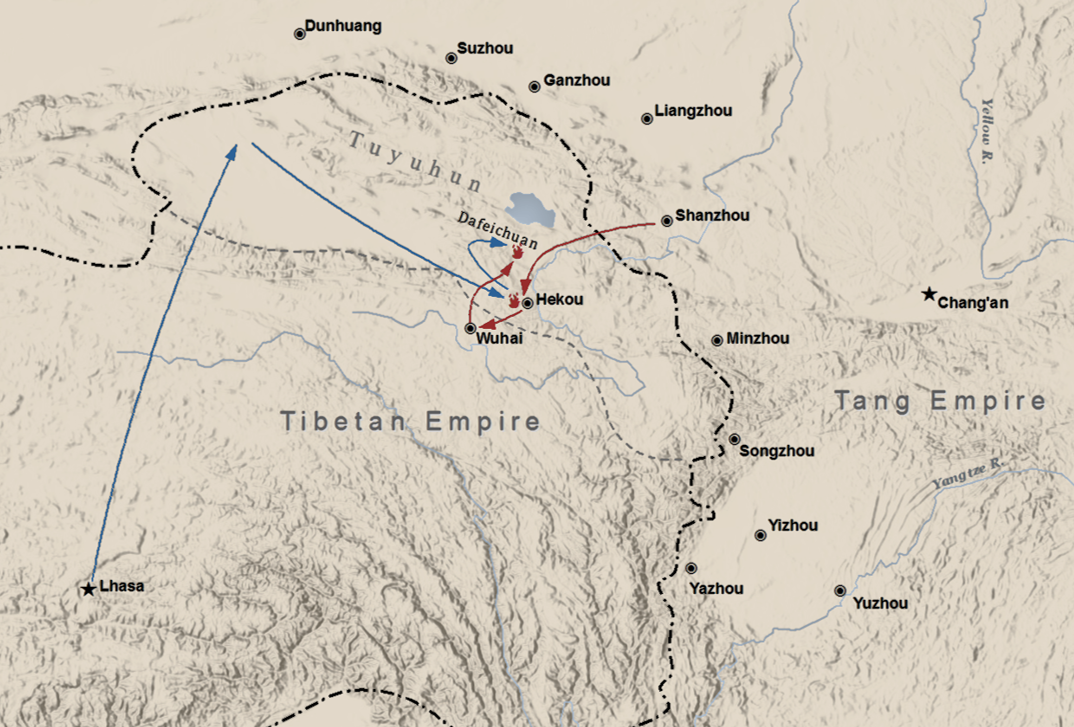

대비천 전투(大非川戰鬪)는 670년 7월 대비천에서 일어난 토번과 당나라 사이에 일어난 전투이다. 대비천(大非川)은 칭하이호의 남쪽에 위치하며 포라하(布喇河)라고도 불린다.

## 배경
663년, 가르통첸이 토욕혼을 공격하여 영토를 넓히자 당은 위협을 느겼으며 그로 인해669년, 당 고종이 설인귀로 하여금 토번을 치게하게 된다.

## 전투
곽대봉이 설인귀의 명령을 듣는것에 불만이 있어 기습을 하라는 설인귀의 지시를 무시한다. 그런 상황을 이용해 가르친링은 곽대봉과 설인귀의 군대를 궤멸시킨다. 그 후 설인귀·곽대봉과 아사나도진은 생포되어서 가르친링에게 끌려왔고 다시는 토번을 공격하지말라는 훈계를 듣고 풀려난다.